# Arteria trigemina

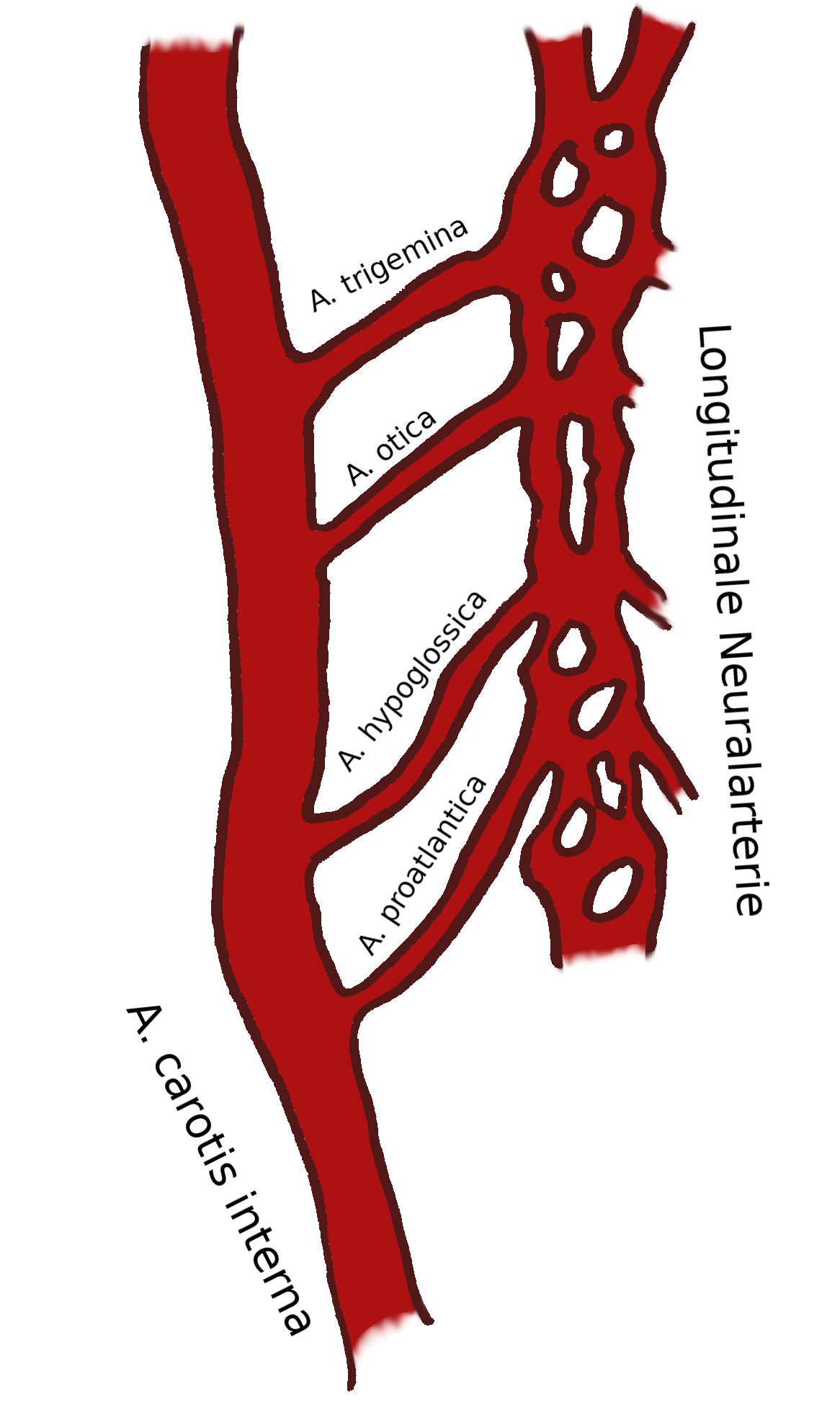
Schematische Darstellung der embryonalen Verbindungen von der A. carotis interna zur longitudinalen Neuralarterie.

Die Arteria trigemina (primitiva) ist eine der symmetrisch angelegten Arterien, die während der Embryonalentwicklung des Menschen die Arteria carotis interna mit dem Stromgebiet der späteren Arteria basilaris verbinden. Normalerweise bildet sich die Arteria trigemina zurück. In wenigen Fällen bleibt das Gefäß aber als anatomische Variante bis ins Erwachsenenalter erhalten und kann dann manchmal mit medizinischen Problemen vergesellschaftet sein, so zum Beispiel mit Aneurysmen der Hirnarterien und mit Blutungen derselben.

## Normale Entwicklung
Wenn der menschliche Embryo ungefähr 4–5 mm groß ist, verbindet die Arteria trigemina primitiva (der Zusatz „primitiva“ weist auf den embryonalen, nicht endgültigen Charakter hin) zusammen mit weiteren primitiven Arterien die Arteria carotis interna mit der netzartigen longitudinalen Neuralarterie (die später zur Arteria basilaris fusioniert). Diese embryonalen Verbindungen werden als karotido-basiläre Anastomosen bezeichnet und sind neben der Arteria trigemina primitiva die Arteria otica (auch Arteria acustica), die Arteria hypoglossica und die Arteria proatlantica (zur späteren Arteria vertebralis). Zu diesem Zeitpunkt liefert die Arteria trigemina primitiva die Hauptblutversorgung für das Hinterhirn, da andere Arterien in der Region noch nicht ausgereift sind.
Wenn in der weiteren Entwicklung dann die Arteria communicans posterior ausreichend stark ausgebildet ist, verliert die Arteria trigemina primitiva an Bedeutung für die Blutversorgung und bildet sich schließlich zurück. Der Zeitraum von der anfänglichen Entwicklung der Arterie bis zu ihrer endgültigen Involution beträgt nur 7 bis 10 Tage.

## Persistierende Arteria trigemina

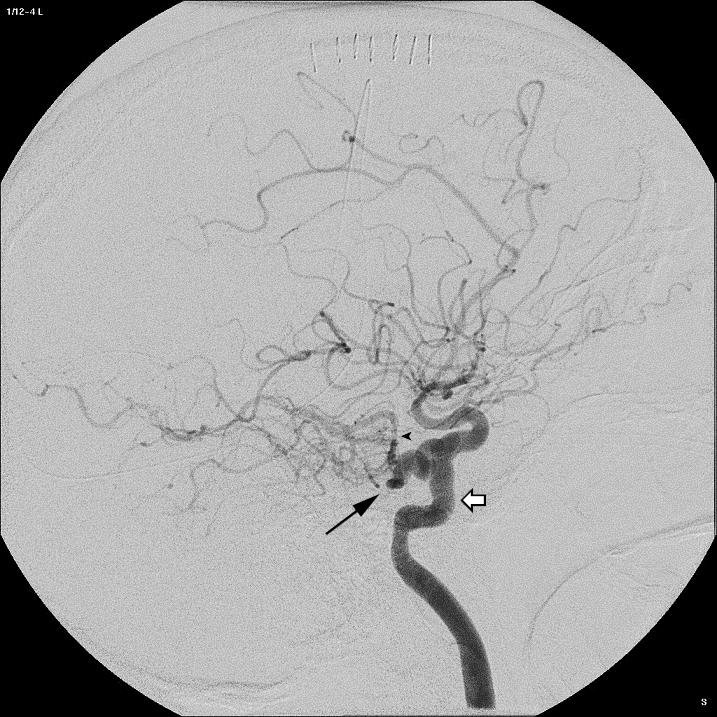
Angiografie der Hirnarterien mit Ansicht von der Seite. Beim Anspritzen der A. carotis interna (weißer Pfeil) zeigt sich ein kräftiges, gewundenes Gefäß (schwarzer Pfeil), welches zum hinteren Stromgebiet zieht. Das ist eine persistierende A. trigemina.

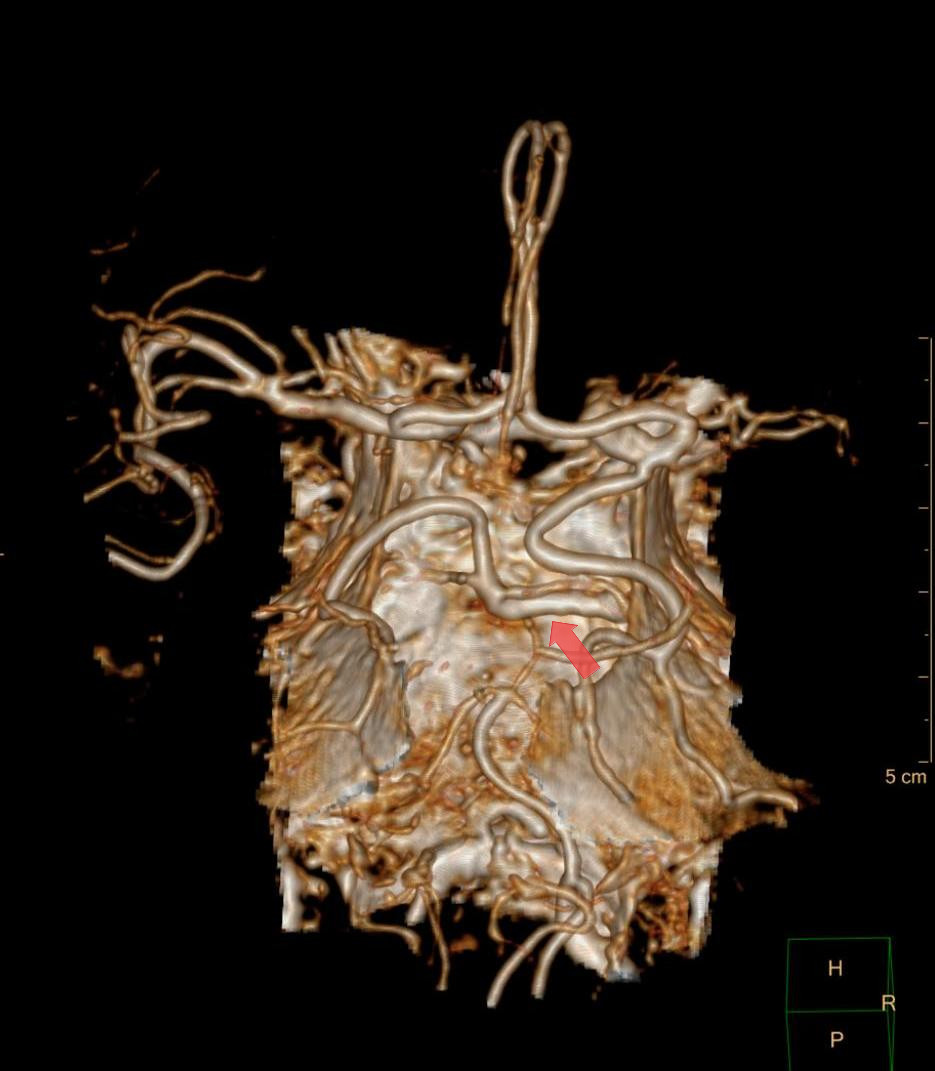
Zufallsbefund einer persistierenden A. trigemina (Pfeil) hier mit weiteren Anomalien: Die A. basilaris ist streckenweise nur sehr schwach ausgebildet. Die A. trigemina mündet nach Abgabe der Aa. cerebelli superiores in die gegenseitige A. cerebri posterior während die andere A. cerebri posterior von der A. communicans posterior gespeist wird.

Eine bis in das Erwachsenenalter bestehen bleibende Arteria trigemina ist selten. Zum ersten Mal wurde sie 1844 von Richard Quain nach Autopsien beschrieben und angiographisch 1950 zum ersten Mal von David Sutton dargestellt. In Untersuchungen des Kopfes mittels einer Magnetresonanzangiographie wurde sie bei etwa 0,6 bis 0,7 % der Untersuchten gefunden. Andere Quellen geben höhere Häufigkeiten von bis zu 2,2 % an, wobei sie sich nicht explizit auf die Magnetresonanzangiographie beziehen. Dabei scheint eine persistierende Arteria trigemina bei Frauen häufiger vorzukommen.

### Bedeutung
Auch wenn eine persistierende Arteria trigemina in vielen Fällen zufällig entdeckt wird, so wird doch das gemeinsame Auftreten mit einem der folgenden Krankheitsbilder diskutiert:
- Aneurysmen der Hirnarterien[6][9]
- Subarachnoidalblutung (auch ohne Aneurysma)[10]
- Karotido-kavernöse Fisteln[11]
- Trigeminusneuralgie[12]
- Vertebrobasiläre Insuffizienz[13]
- Ischämischer Schlaganfall[14]

Darüber hinaus ist die Kenntnis von einer persistierenden Arteria trigemina sowie von begleitenden Anomalien vor Gefäßinterventionen oder einem chirurgischen Eingriff in der Region wichtig.

### Klassifikation
Die am häufigsten zitierte Klassifikation der persistierenden Arteria trigemina ist die nach Saltzman. Sie unterscheidet nach der Art, wie die anderen Arterien ausgebildet oder angeschlossen sind, drei Typen:
- Saltzman Typ I: Anschluss an die Arteria basilaris zwischen der Arteria superior cerebelli und der Arteria inferior anterior cerebelli. Die Arteria basilaris ist proximal davon hypoplastisch and Arteriae communicantes posteriores sind nicht oder nur sehr schwach vorhanden.
- Saltzman Typ II: Ebenfalls Anschluss an die Arteria basilaris zwischen der Arteria superior cerebelli und der Arteria inferior anterior cerebelli. Arteriae communicantes posteriores sind jedoch vorhanden und versorgen die Arteriae posteriores cerebri.
- Saltzman Typ III: Die Arteria trigemina mündet direkt in eine der Kleinhirnarteren:
  - Typ IIIa: in die A. superior cerebelli
  - Typ IIIb: in die A. inferior anterior cerebelli
  - Typ IIIc: in die A. inferior posterior cerebelli

Allerdings kommen zahlreiche Varianten vor, so dass eine Beschreibung individuell sinnvoll erscheint.